# Sentiero nero
Sentiero nero (titolo originale Svart stig) è un romanzo giallo della scrittrice svedese Åsa Larsson pubblicato in Svezia nel 2006.
È il terzo libro della serie sull'avvocatessa Rebecka Martinsson.
La prima edizione del romanzo è stata pubblicata nell'anno 2009 da Marsilio.

## Trama
L'ex avvocato Rebecka Martinsson è ora sostituto procuratore di Kiruna, il suo paese natale. Ha accettato questo incarico, lasciando così il lavoro di avvocato a Stoccolma, nonostante i fatti narrati nel romanzo precedente l'avessero lasciata profondamente turbata. Il suo primo caso da sostituto procuratore, seguito nelle indagini, come di consueto, dalla poliziotta Anna-Maria Mella, è relativo al ritrovamento del cadavere di una dirigente della grande impresa di estrazione di minerali preziosi Kallis Mining, all'interno di un capanno. Si scoprirà così un losco intreccio tra affari e sentimenti.

## Edizioni
- Åsa Larsson, Sentiero nero, traduzione di Katia De Marco, Marsilio, 2009. ISBN 978-88-317-9794-8.
- Åsa Larsson, Sentiero nero, traduzione di Katia De Marco, Marsilio, 2009. ISBN 978-88-317-0750-3.
- Åsa Larsson, Sentiero nero, traduzione di Katia De Marco, RL Libri, 2013. ISBN 978-88-462-1164-4.
- Åsa Larsson, Sentiero nero, traduzione di Katia De Marco, Universale Economica Feltrinelli, 2019. ISBN 978-88-317-8394-1.